# Songbird (reproductor)
Songbird fue un reproductor multimedia. Estaba basado en la plataforma XULRunner de Mozilla, por lo cual dispone de versiones para Mac OS X y Windows. Fue desarrollado por Pioneers of the Inevitable.
El motor principal del programa, mig, ha revelado que Songbird utiliza la extensión del cliente VideoLAN (VLC) para la reproducción multimedia, y SQLite como motor de almacenamiento para la biblioteca multimedia.
El lanzamiento de la primera versión pública de Songbird (la 0.1) se produjo el 8 de febrero de 2006 y se denominó "Hilda".
Songbird anunció el 14 de junio de 2013 que el reproductor dejará de producirse a partir del 28 de junio de 2013. Desarrolladores independientes han creado un nuevo reproductor derivado de Songbird llamado Nightingale el cual es 100% de código abierto y compatible con Windows, Mac OS X y GNU/Linux.

## Características
Las características de Songbird 1.1 incluyen:
- Compatibilidad multiplataforma con Mac OS X v10.5 (x86) , Linux y Microsoft Windows, en sus versiones 2000, XP y Vista.
- Capacidad de reproducción de archivos en múltiples formatos, como MP3, AAC, Ogg Vorbis, FLAC y Windows Media Audio.
- Capacidad de reproducir el Apple FairPlay y Windows Media DRM.
- Una interfaz personalizable.
- Pieles, denominadas "Feathers" ("Plumas") en Songbird.
- Los archivos multimedia almacenados en páginas web se muestran como archivos reproducibles en Songbird.
- Descarga de archivos MP3 y suscripciones RSS incorporadas.
- La capacidad de suscribirse a blogs de MP3 así como listas de reproducción.
- Favoritos creados por el usuario.
- Capacidad de crear mezclas personalizadas.
- Capacidad de vigilar las carpetas del usuario en busca de archivos de audio para agregarlos a la biblioteca.
- Una interfaz gráfica de usuario configurable y plegable, así como el modo de mini-reproductor.
- Atajos del teclado y soporte de teclados multimedia.
- Actualizaciones automáticas.
- Integración con el servicio Last.fm.
- Posibilidad de añadir y visualizar portadas en las canciones.
- Capacidad para crear listas de reproducción inteligentes.
- Soporte del MTP.
- Posibilidad de incluir metadatos ID3.
- Integración con eMusic mediante complementos.
- Obtención de las carátulas de los álbumes de manera automática.

### Complementos
Songbird incluye un sistema de extensiones que pueden instalarse por sus usuarios para personalizar el aspecto y el comportamiento del reproductor.

## Disponibilidad
- Versiones: Mac OS X y Microsoft Windows.
- Idiomas: 98 internacionalizaciones y localizaciones, incluyendo las variantes del español, así como catalán, euskera y gallego.

## Fin de soporte en GNU/Linux
Pioneers of the Inevitable anunció el 2 de abril de 2010 en su blog de que Songbird se dejaría de dar soporte para la plataforma GNU/Linux y que se centrarían en Mac OS y Windows. Sin embargo, el 8 de abril de 2010 se empezó a trabajar en una nueva alternativa, Nightingale, el cual fue oficialmente lanzado el 15 de diciembre de 2011 y es el encargado de dar soporte en GNU/Linux.[cita requerida]